# Серія C
Серія C (італ. Serie C) — третій рівень італійського футбольного чемпіонату. Третя за силою футбольна ліга під такою назвою існувала протягом 1935—1978 років, 2014 року була відновлена під назвою Лега Про Дівізіоне Уніка (італ. Lega Pro Divisione Unica), була більш знана як Лега Про. 25 травня 2017 року лізі було повернено її оригінальну назву.
Керівний орган ліги називається «Лега Про» і знаходиться у Флоренції.

## Історія
Третій рівень футбольного чемпіонату Італії виник 1935 року й отримав назву Серія C.
1978 року Серія C припинила своє існування і була розділена на два дивізіони: Серію C1 і Серію C2 (з 2008 року — Лега Про Пріма Дівізіоне і Лега Про Секонда Дівізіоне.
Після реформи ліги 2014 року, два попередні підрозділи Лега Про Пріма Дівізіоне і Лега Про Секонда Дівізіоне були об'єднані в один дивізіон — Лега Про Дівізіоне Уніка, або скорочено Lega Pro.
25 травня 2017 року одностайним рішенням загальних зборів учасників ліги їй було повернено оригінальну назву Серія C.

## Структура
До Лега Про входить 60 команд, розділених географічно на три групи по 20 команд в кожній. Переможці кожної з груп напряму виходять на наступний сезон в Серію В, а четверту путівку у вищий дивізіон на наступний сезон розігрують у плей-офф, де зустрінуться команди, що зайняли 2 і 3 місця у своїх групах, а також два найкращі четверті клуби. Водночас найгірші 9 команд вилітають до Серії D: остання команда з кожної групи вилітає напряму, а клуби що зайняли з 16 по 19 місце грають перехідний турнір (Play-out), де визначають ще двох невдах турніру у кожній групі.
Команди, які вибули з ліги, замінюють найгірші команди Серії B і найкращі команди Серії D.